# Contee del Maryland

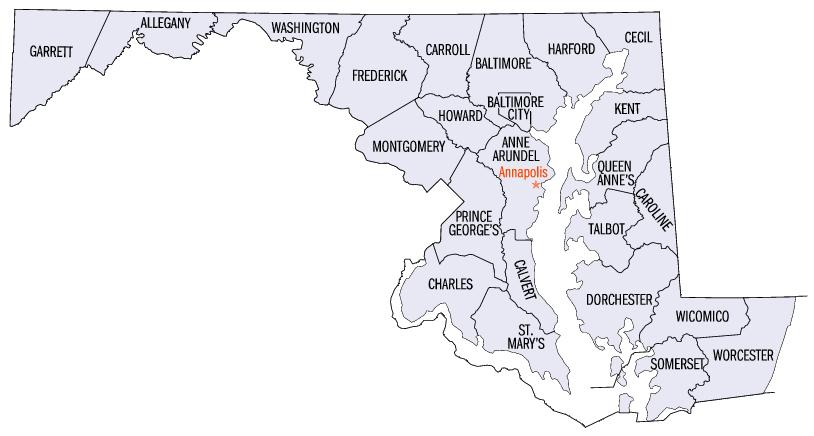
Contee del Maryland

Nello Stato del Maryland, negli Stati Uniti d'America, ci sono ventitré contee e una città indipendente.
Le contee del Maryland sono rette da un Esecutore di contea e un Consiglio di contea eletti dai cittadini. La legge statale attribuisce fortissimi poteri alle contee, disincentivando la formazione di comuni, che infatti non avviene nelle contee di Howard e Baltimora.

## Lista
Di seguito è riportata una lista con i dati inerenti alla data di istituzione, al capoluogo, all'etimologia, alla superficie, agli abitanti e alla collocazione nello Stato di ciascuna contea.
| Contea             | Capoluogo          | Data di istituzione | Etimologia | Abitanti  | Superficie   | Mappa |
| ------------------ | ------------------ | ------------------- | --- | --------- | ------------ | ----- |
| Allegany           | Cumberland         | 1789                | Parola Lenape che significa "fiume buono" o "bel ruscello".                                                          | 68 106    | 1 113 km²    |       |
| Anne Arundel       | Annapolis          | 1650                | Ann Arundell, moglie di Cecil Calvert, secondo barone di Baltimore e primo governatore della provincia del Maryland. | 588 261   | 1 523 km²    |       |
| Baltimora (città)  | Città indipendente | 1851                | Cecil Calvert, fondatore del Maryland.                                                                               | 585 708   | 238 km2      |       |
| Baltimora (contea) | Towson             | 1659                | Cecil Calvert. | 854 535   | 1 766 km²    |       |
| Calvert            | Prince Frederick   | 1654                | Cecil Calvert. | 92 783    | 894 km²      |       |
| Caroline           | Denton             | 1773                | Lady Caroline Eden, moglie di Sir Robert Eden, governatore del Maryland.                                             | 33 293    | 844 km²      |       |
| Carroll            | Westminster        | 1837                | Charles Carroll di Carrollton, firmatario della dichiarazione di indipendenza degli Stati Uniti d'America.           | 172 891   | 1 172 km²    |       |
| Cecil              | Elkton             | 1674                | Cecil Calvert. | 103 725   | 1 082 km²    |       |
| Charles            | La Plata           | 1658                | Charles Calvert, III barone di Baltimora.                                                                            | 166 617   | 1 666 km²    |       |
| Dorchester         | Cambridge          | 1669                | Edward Sackville, IV conte di Dorset.                                                                                | 32 531    | 2 546 km²    |       |
| Frederick          | Frederick          | 1748                | Frederick Calvert, VI barone di Baltimora.                                                                           | 271 717   | 1 728 km²    |       |
| Garrett            | Oakland            | 1872                | John Work Garrett, un responsabile della ferrovia.                                                                   | 28 806    | 1 698,33 km² |       |
| Harford            | Bel Air            | 1773                | Henry Harford, figlio illegittimo di Frederick Calvert, VI lord di Baltimore.                                        | 260 924   | 1 364 km²    |       |
| Howard             | Ellicott City      | 1851                | John Eager Howard, V governatore del Maryland.                                                                       | 332 317   | 657 km²      |       |
| Kent               | Chestertown        | 1652                | Kent in Inghilterra (Regno Unito).                                                                                   | 19 198    | 1 073 km²    |       |
| Montgomery         | Rockville          | 1776                | Richard Montgomery, generale.                                                                                        | 1 062 061 | 1 272,33 km² |       |
| Prince George      | Upper Marlboro     | 1696                | Principe Giorgio di Danimarca, marito della regina Anna.                                                             | 967 201   | 1 291 km²    |       |
| Queen Anne         | Centreville        | 1706                | Regina Anna. | 49 874    | 1 320 km²    |       |
| St. Mary           | Leonardtown        | 1637                | Maria, madre di Gesù.                                                                                                | 113 777   | 1 582 km²    |       |
| Somerset           | Princess Anne      | 1666                | Lady Mary Somerset, sorella di Lady Anne Arundell, moglie di Cecil Calvert.                                          | 24 620    | 1 582 km²    |       |
| Talbot             | Easton             | 1661                | Lady Grace Talbot, sorella di Cecil Calvert.                                                                         | 37 526    | 1 235 km²    |       |
| Washington         | Hagerstown         | 1776                | George Washington.                                                                                                   | 154 705   | 1 211 km²    |       |
| Wicomico           | Salisbury          | 1867                | Fiume Wicomico. | 103 588   | 1 035 km²    |       |
| Worcester          | Snow Hill          | 1742                | Mary Arundell, moglie di Sir John Somerset, un figlio di Henry Somerset, I marchese di Worcester.                    | 52 460    | 1 799 km²    |       |